# Conistra nawae
Conistra nawae är en fjärilsart som beskrevs av Matsumura 1926. Conistra nawae ingår i släktet Conistra och familjen nattflyn. Inga underarter finns listade i Catalogue of Life.